# Wohn- und Wirtschaftsgebäude Dorfstraße 10 (Bötersen)

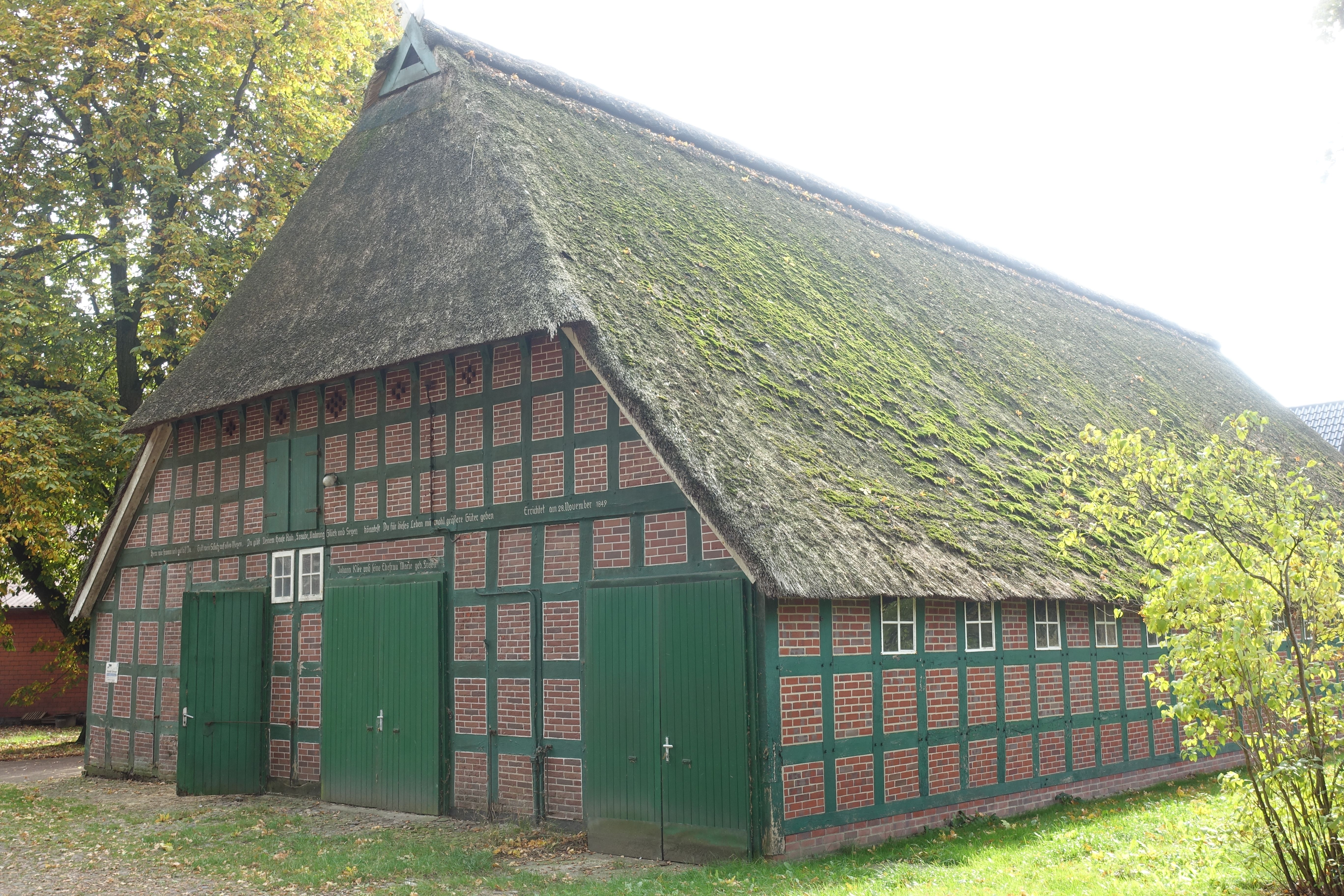
Nord- und Westfassade (2022)

Das Wohn- und Wirtschaftsgebäude Dorfstraße 10 in der niedersächsischen Gemeinde Bötersen wurde zur Mitte des 19. Jahrhunderts gebaut. Aktuell (2025) wird es zum Wohnen und wohl landwirtschaftlich genutzt.
Das Gebäude steht unter Denkmalschutz (siehe auch Liste der Baudenkmale in Bötersen).

## Geschichte und Beschreibung
Die Gemeinde Bötersen wurde erstmals 1340 urkundlich erwähnt und gehört seit 1974 zur heutigen Samtgemeinde Sottrum im Landkreis Rotenburg (Wümme).
Das eingeschossige traufständige Zweiständer-Hallenhaus in Fachwerk mit Steinausfachungen, ziegelgedecktem Krüppelwalmdach, Uhlenloch, Ladeluke und Grooter Door mit geradem Abschluss wurde 1849 für Johann Klee und Ehefrau Marie (Inschrift) gebaut.
Das Landesdenkmalamt befand u. a.: „… ein regionstypisches Hallenhaus der ersten Hälfte des 19. Jahrhunderts in Zweiständerkonstruktion ….“